# Rodolphe Salis
Louis Rodolphe Salis, nascut a Châtellerault el 29 de maig de 1851 i mort en Naintré el 20 de març de 1897, va ser el creador, animador, propietari i ànima del famós cabaret Le Chat Noir.

## Biografia
Fill d'un taverner de Châtellerault, Rodolphe Salis va arribar a París en 1872, en acabar el servei militar, i es va instal·lar al Barri Llatí, a l'hotel de Rome, al carrer de Seine. Va fundar l'«escola vibrant o iriso-subversiva de Chicago», per donar importància al seu grup artístic i, sobretot, per inspirar confiança als editors d'imatges religioses. De fet, per viure fabricava viacrucis i altres objectes religiosos que pintava en sèrie amb uns amics.
| « | «En fait, elle avait surtout pour but immédiat mais non avoué la confection en série de chemins de croix à huit et quatorze francs pièce pour un magasin d'objets religieux du quartier Saint Sulpice. La besogne, ô combien fastidieuse était répartie entre les quatre “écoliers” selon leurs dispositions particulières. René Gilbert peignait les têtes, Wagner les mains, Antonio de la Gandara les draperies, Salis, enfin, les fonds et les paysages.» | «De hecho, sobre todo tenía como finalidad inmediata, aunque no declarada, la confección en serie de viacrucis a ocho y catorce francos cada uno para una tienda de artículos religiosos en el barrio de Saint Sulpice. El trabajo, tan tedioso, se repartía entre los cuatro «alumnos» según sus habilidades particulares. René Gilbert pintaba las cabezas, Wagner las manos, Antonio de la Gándara los cortinajes y Salis, por último, los fondos y paisajes.» | » |

Per associar l'art i el bar, va tenir la idea de crear un cafè «en el més pur estil de Luis XII... amb una làmpada de ferro forjat de l'època bizantina, on cavallers, burgesos i camperols estarien convidats des d'aquest moment a beure l'absenta habitual de Víctor Hugo i la preferida de Garibaldi, així com el hipocrás, en copes d'or.» En realitat, el primer cabaret Le Chat Noir, obert al novembre de 1881, va començar servint reví en un local bàsic, però a la porta els hostes ja eren rebuts per un suís esplèndidament abillat, cobert d'or dels peus al capdavant, encarregat de fer entrar a pintors i poetes, mentre deixava fora als «infames cures i militars». El mordaç Salis va exposar sobre una alta xemeneia de marbre «el crani de Luis XIII nen».

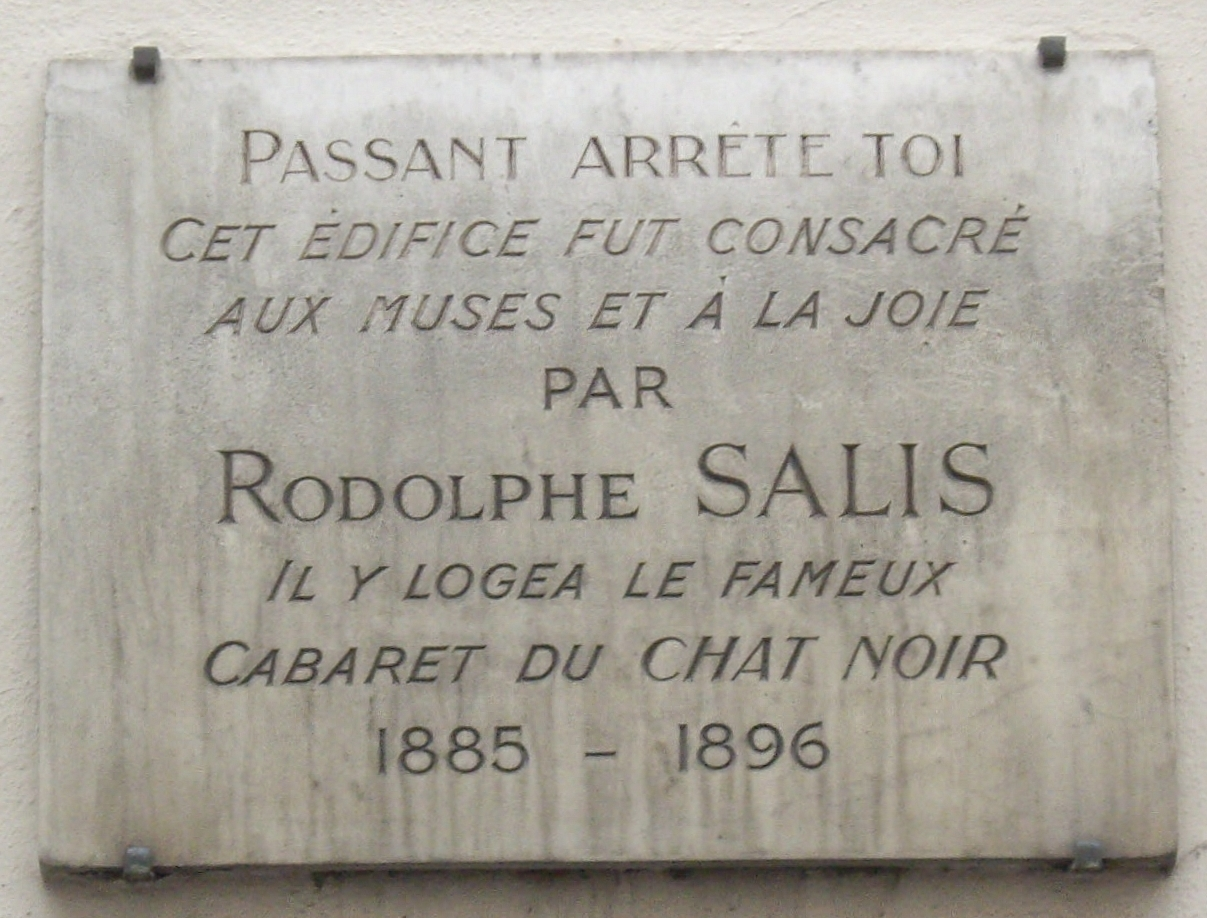
Placa commemorativa en el número 12 del carrer Victor-Massé.

El 10 de juny de 1885, Salis es va traslladar  a un nou local situat en el 12 del carrer Victor-Massé.
Salis havia conegut feia algun temps a Émile Goudeau, a qui havia convençut per portar el seu local als seus hydropathes, qui es reunien fins llavors a la riba esquerra. De seguida, els poetes i compositors que es reunien en Le Chat Noir van atreure a la millor clientela de París. Venien, abans de res, per la frases agudes, dirigides sovint als clients, rebuts amb un «Vaja! Per fi has sortit de la presó?» o «Què has fet amb la furcia d'ahir?» dirigit a un nou client acompanyat clarament de la seva esposa. Una nit, el futur rei Eduardo VII va ser abordat en aquests termes: «Apa, mira aquest: sembla el Príncep de Gal·les que s'ha pixat!»

Tots els divendres, l'esmorzar era el moment de preparar les actuacions i la revista d'humor. D'una mesquinesa llegendària, Rodolphe Salis trobava mil excuses per no pagar al personal, ni als proveïdors ni als artistes. Com tenia èxit, exigia fins i tot a els qui acollia a Le Chat Noir que li paguessin. Però la seva eloqüència, la seva capacitat d'organització i la seva personalitat excepcional atreien al seu local a artistes de tota classe i a un públic cada vegada més nombrós. Se li va ocórrer la idea de tocar música en el seu cabaret i va posar un piano, innovació poc menys que prohibida llavors, la qual cosa li va permetre avançar-se a la competència. Escriu Laurent Tailhade:
| « | «Homme carré d'épaules, roux de poil et de teint vermillonné. Sans âge encore que bedonnant, le visage griffé de nombreuses rides, il poitrinait dans un romantique pourpoint dont le satin à ramages contrastait avec la sobriété d'une redingote sombre. Intacte, sa chevelure fauve s'accordait avec sa barbe cuivrée et lui donnait l'air d'un reître flamand... Baryton de bronze, emphatique, mordant et goguenard dont les tonnerres bafouaient cyniquement les philistins... Prodigieuse nature de charlatan.» | «Hombre de anchas espaldas, pelirrojo y de tez también rojiza. De edad difícil de precisar, aunque barrigudo y con el rostro marcado por muchas arrugas, se pavoneaba con un romántico chaleco cuyo raso bordado contrastaba con la sobriedad de una levita oscura. Incólume, su cabellera leonada hacía juego con su barba cobriza y le daba el aspecto de un mercenario flamenco... Con una potente voz de barítono, enfática, mordaz y sarcástica cuyo trueno escarnecía cínicamente a los filisteos... Prodigiosa naturaleza de charlatán.» | » |

A la dècada de 1890 va començar una gira per tota França, llogant els teatres i els locals on actuava —alguna cosa que no es feia en aquella època—, cobrant sempre l'entrada i sovint evitant pagar, amb diversos pretextos, el preu del lloguer de la sala.

## Le Chat Noir

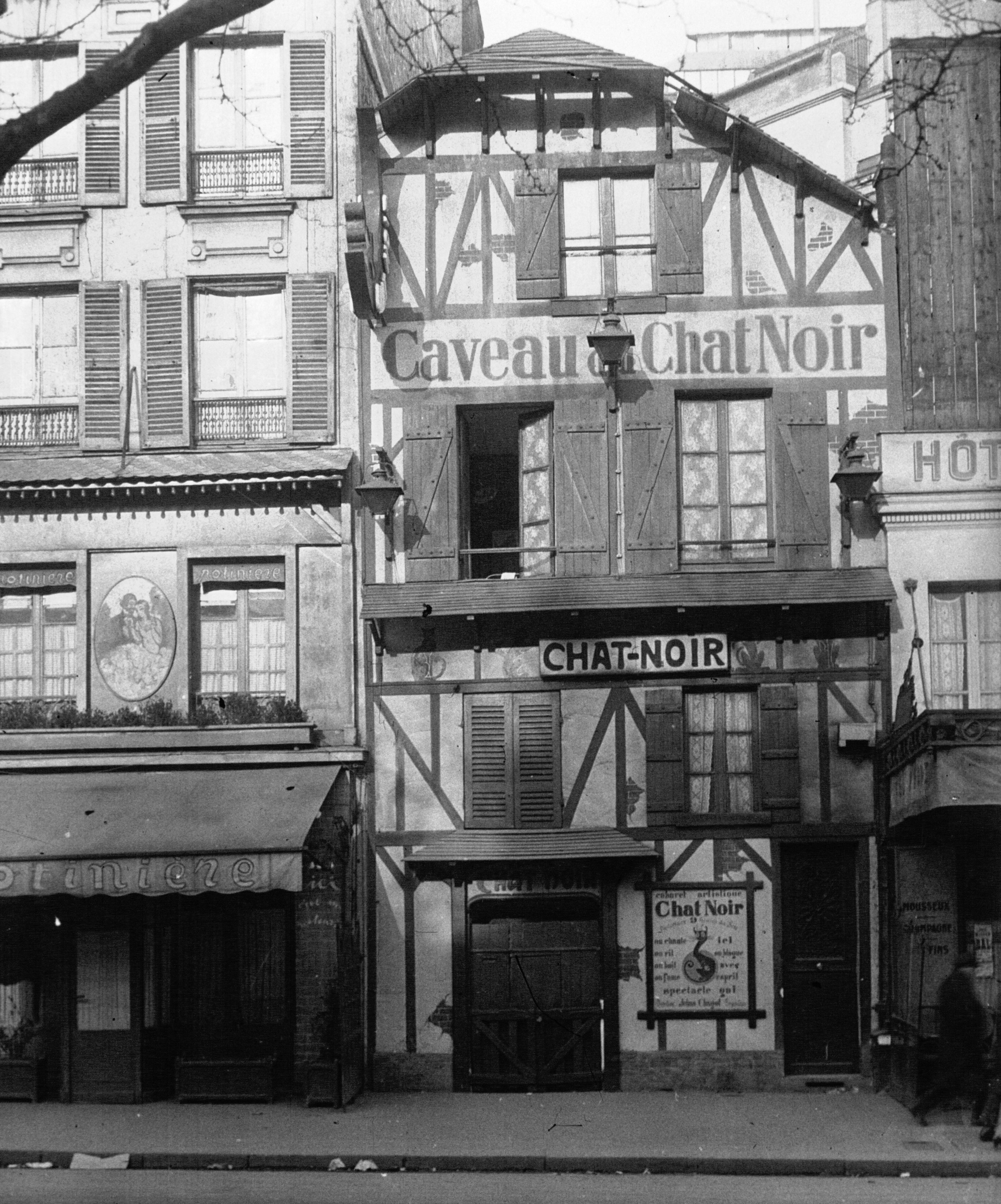
Le Chat Noir el 1929.
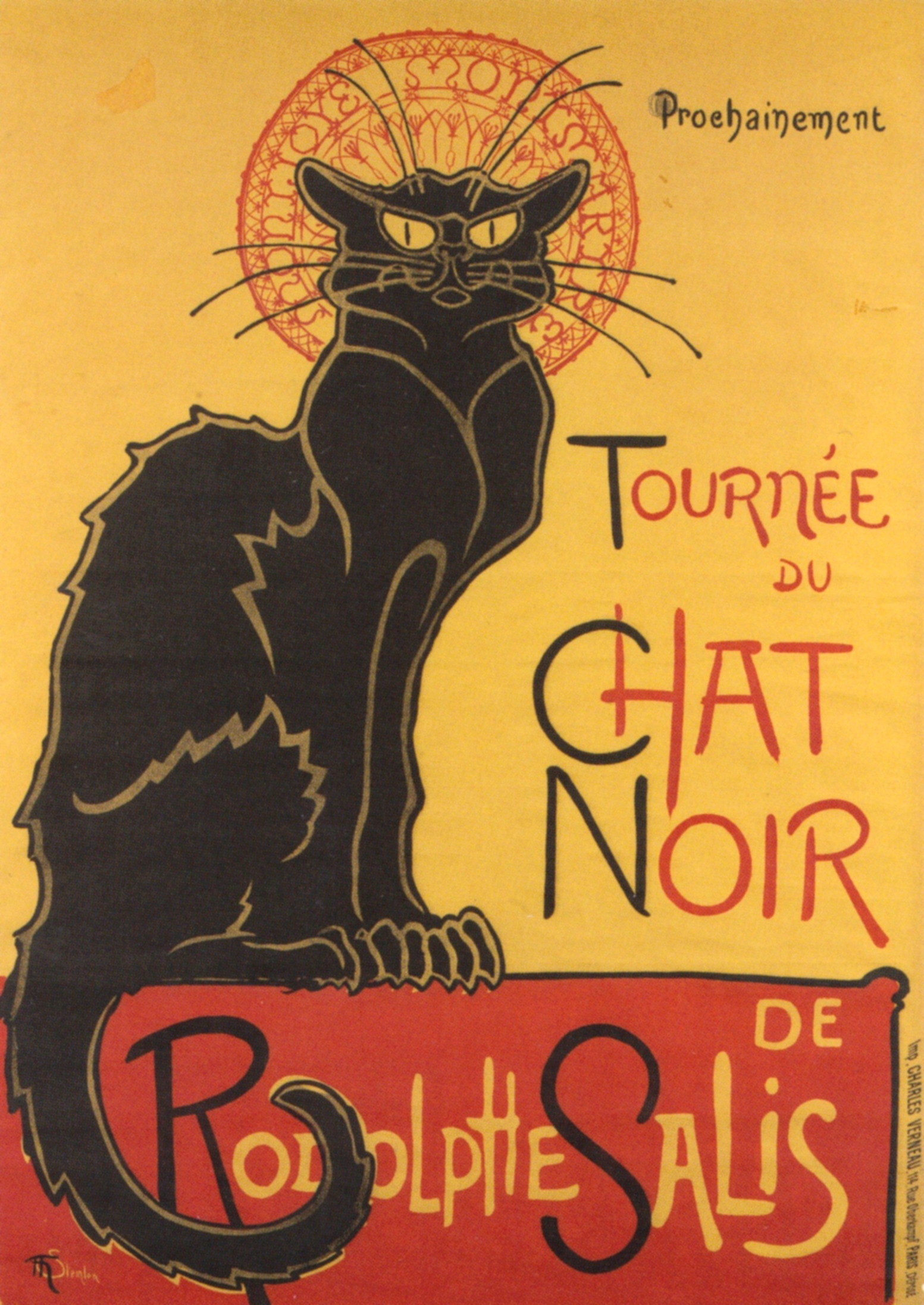
Steinlen: cartell de la gira de Le Chat Noir, 1896.
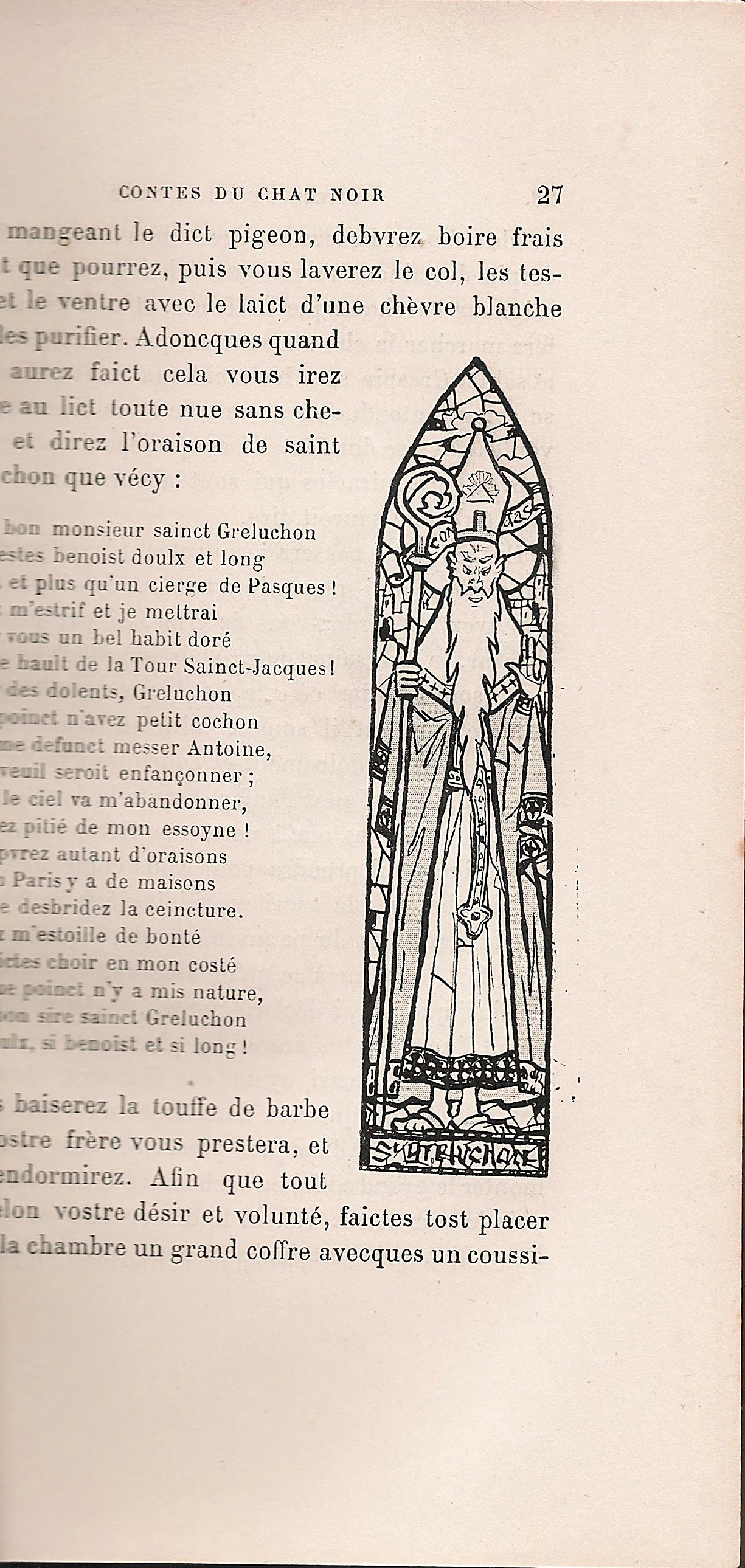
Els Contes du Chat Noir de Rodolphe Salis. Pàgina 27 del tom 1: L'Hiver.

## Homenatges
- Diversos carrers porten el seu nom en Châtellerault, Naintré i Marigny-Brizay, en el departament francès de Vienne.
- En el número 68 del bulevard Clichy de París existeix una placa que resa: «Ici s'élevait li caveau du Xat Noir fondé parell Rodolphe Salis.»[8]

## Publicacions
- Els Contes du Chat Noir. París, La Librairie illustrée.